# 수정초등학교 북암분교
수정초등학교 북암분교는 대한민국 충청북도 보은군 속리산면 하판리에 있었던 공립 초등학교이다.

## 연혁
- 1952.04.01   북암리 317번지 법주국민학교 북암분교장 설립인가
- 1957.04.01   북암국민학교로 승격
- 1958.03.01   6학급 편성
- 1959.03.13   제1회 졸업식
- 1981.08.31   신축 교사로 이전
- 1992.02.18   제35회 18명 졸업식
- 1993.03.01   수정국민학교 북암분교장으로 개편
- 2000.03.01   수정초등학교로 통합